# Æon Flux
Æon Flux é uma série de animação produzida em parceria da MTV norte-americana com a empresa sul-coreana Colossal Pictures a partir do ano de 1991.

## Sinopse
A série se passa no ano 2415, quando a raça humana foi totalmente dizimada por um vírus mortal, exceto em duas cidades vizinhas: Monica e Bregna. Esta é uma cidade-fortaleza aparentemente perfeita: muito organizada, limpa, de construções grandiosas e de incrível beleza. Por outro lado, pessoas somem inexplicavelmente, o que faz um grupo de rebeldes investigar o que está acontecendo ali.

## Personagens
- Æon Flux: agente secreta e sabotadora.
- Trevor Goodchild: arqui-inimigo e amante de Æon Flux.

## Outras mídias

### Quadrinhos
Final de 2005, a Dark Horse Comics publicou uma edição limitado de quatro revistas em quadrinhos com ligação com o filme. A trama serve como um prelúdio para o filme e é uma mistura de desenhos de Peter Chung da série original de televisão e personagens combinado com a definição e elementos da história do filme (há algumas alterações: a versão em quadrinhos de Æon apenas possui uma vaga semelhança a Theron, enquanto seu colega Sithandra é descrito como um caucasiano no gibi).
O conjunto da primeira edição de missão de Æon Flux para a minissérie: sabotar o plano do governo Bregnan de destruir a floresta fora das paredes de Bregna. As duas últimas edições da série limitada foram publicados após o filme ter sido lançado, a Dark Horse não anunciou se houve mais quadrinhos baseados no filme.

### Video game
Em 15 de novembro de 2005, uma adaptação com mesmo nome, foi lançado na América do Norte para o PlayStation 2 e Xbox.

### Filme
Em 2005 foi lançado um filme baseado na série, protagonizado por Charlize Theron.